# Linha da Noruega/Vener
A Linha da Noruega/Vänern (em sueco: Norge/Vänerbanan) é uma via férrea com começo em Gotemburgo e um troço inicial até Skälebol - 120 km a norte - onde uma bifurcação conduz a dois ramos: um até Kornsjø e Oslo, na Noruega, e o outro até Trollhättan e Kil, na Suécia.                                                                                                                                                           

Tem uma extensão de 170 km, até à fronteira com a Noruega, e 227 até Kil. Tem via dupla de Gotemburgo a Öxnered, e via única até à Noruega e a Kil. Está completamente eletrificada.

## Itinerário
A linha atravessa as cidades:

- Gotemburgo
- Trollhättan
- Öxenered
- Skälebol
- Kornsjø
- Mellerud
- Kil